# Goła Góra (Garb Tenczyński)
Goła Góra – wzgórze o wysokości 255 m n.p.m. Znajduje się na Garbie Tenczyńskim w południowo-wschodniej części miejscowości Rząska przy granicy z Krakowem w województwie małopolskim.